# Слобода-Шлишковецька
Слобода-Шлишковецька —  село в Україні, у Могилів-Подільській міській громаді Могилів-Подільського району Вінницької області. Населення становить 538 осіб..

## Географія
Селом протікає річка Безіменна, ліва притока Котлубаївки.

## Історія
Слобода Могилівського повіту Подільської губернії утворена внаслідок переселення деяких селян із сусіднього села Слишковець, а також села Грушки Ямпольського повіту на початку  XVIII ст. Саме тому паралельно зустрічалось назви: Слобода Слишковська, Шлишковська та Слобода Грушанська.
Впродовж XVIII ст. поселення належало родині Потоцьких. Власник Могилівського ключа, до складу якого входила й Слобда Шлишковецька, Станіслав Щесний Потоцький дарував маєток своєму улюбленому найстаршому сину Щесному Єжи (Юрію), не здогадуючись, що саме з ним зраджує його дружина Софія, на честь якої зведено парк в Умані. А Щесний Єжи програв у карти ці землі Ходкевичу.
Згодом, у 1806 році землі в Ходкевича придбав Станіслав Шолайський (пол. Stanisław Szołayski h. Topór ). Слободу на посаг отримала його донька, Соломія Станіславівна з Шолайських Ярошинська (пол. Salomea z Szołajskich Jaroszyńska), дружина Северина Вікентійовича Ярошинського. В родині Ярошинських народились сини Станіслав і Людвіг та доньки Текля, Теофіла, Соломія. У другому шлюбі Соломії Станіславівни із Каролем Давідовським народились Генрік та Евфросина.
У 1830 році Соломія Станіславівна Ярошинська зводить невеличкий одноповерховий палац у стилі італійського класицизму. Головний вхід був прикрашений трикутним фронтоном та портиком із чотирма колонами. А навколо будинку нею розбито великий парк з алеями та павільйонами.
Наступною землевласницею стала Теофіла Северинівна з Ярошинських Дубравська (пол. Teofila z Jaroszyńskich Dubrawska). Її ж спадкоємицею була єдина донька Соломія з Дубравських Валєвська (пол. Salomea z Dubrawskich Walewska), що в 1879 році стала дружиною Леопольда Олександровича Валєвського (пол. Leopold Józef Walewski h. Pierzchała).
Леопольд Валєвський активно займався розвитком слободи та створив зразкову економію (ферму). Тут він вперше на Поділлі запроваджує систему неглибокої оранки вченого-агронома Івана Овсинського. Саме за Валєвського в Слободі Шлишковецькій закладені виноградники, що були обсаджені горіхами, вино з яких йшло на продаж. Окрім того, Валєвський орендував сусідні Шлишківці у вдови та дітей Генріха Карловича Давідовського, які проживали в Брюсселі.
При слободі з 1777 року існувала стара дерев’яна трикупольна церква на честь св. муч. Параскеви з чотириярусним іконостасом. Храм був покритий спочатку соломою, згодом ґонтом. За планом церква являла собою три прямокутники, центральний з яких був дещо більшим. Поруч із церквою була зведена двоярусна дзвіниця — нижній ярус якої мурований, а верхній дерев'яний, критий ґонтом також. Згодом був прибудований мурований притвор.
Церковно-парафіяльну школу у слободі відкрито в 1860-х роках. Згодом в 1886 році під неї було зведено нову кам’яну будівлю.
Та все ж після чисельних ремонтних робот, в 1896 році споруду давньої церкви закрили. На час будівництва нового храму все церковне начиння перенесли до парафіяльної школи, де й проводилось богослужіння. Тому з 1897 року навчання проходило у старому приміщенні школи.
Навесні 1873 року місцевого священника Миколая Дверніцького змінив Андрій Коропачинський. Після того, як в листопаді 1882 року рішенням духовної консисторії його було звільнено з подальшою забороною служіння, в село був переведений з с. Дорошівки священник Тимофій Прасицький. Згодом священником був Дмитро Костецький, випускник Подільської духовної семінарії 1885 року. В травні 1907 року за власним бажанням переведений до села Десерівка. Натомість в липні в Слободу Шлишковецьку переведений Севастьян Васильович Молчановський, що був священником по 1924 рік, допоки не зрікся сану.
7 (20) листопада 1917 року, відповідно до Третього Універсалу Української Центральної Ради, увійшло до складу Української Народної Республіки.
Події після Лютневої революції призвели до того, що 6 січня 1918 року на очах у власників садиба в Слободі Шлишковецькій була спустошена та  зруйнована місцевими селянами й відступаючими військами.
За радянських часів у селі спочатку створюється ТСОЗ (Товариство спільної обробки землі), а з 1930 року — колгосп. У 1938 році збудовано приміщення будинку культури, а за два роки — нову двоповерхову школу та дільничу лікарню.
У наш час Слобода Шлишковецька входить до складу Могилів-Подільської територіальної громади.
12 червня 2020 року, відповідно до Розпорядження Кабінету Міністрів України № 707-р «Про визначення адміністративних центрів та затвердження територій територіальних громад Вінницької області», увійшло до складу Могилів-Подільської міської громади.
19 липня 2020 року, в результаті адміністративно-територіальної реформи та ліквідації Могилів-Подільського району (1923 — 2020), село увійшло до складу новоутвореного Могилів-Подільського району.

## Відомі уродженці села
- Григораш Дем’ян Семенович (01.11.1921—16.09.1992) — журналіст та літературознавець, кандидат філологічних наук (1958). Найулюбленіші його оази землі української: Поділля-Буковина-Галиччина. Але довелося пройти й іншими землями як учаснику радянсько-фінської та Другої світової воєн.  Народився 1 листопада 1921 року в селі Слобода-Шлишковецька Могилів-Подільського району Вінницької області. До війни навчався в Українському інституті журналістики у Харкові, у 1951 році закінчив Чернівецький державний університет. Працював у районній газеті (м. Заставна Чернівецької області),   у 1955—1960 рр. —  у газеті «Радянська Буковина» (м. Чернівці) заступником відповідального секретаря, завідувачем відділу культури і шкіл. Від 1960 року – в Львівському держуніверситеті ім. Івана Франка: у 1961-1992 рр. – доцент, одночасно у 1962-1965 рр. – декан факультету журналістики.  Найвагомішою його працею стала книга «Журналістика у термінах і виразах», яка й нині у мене під рукою. Зупинилося серце воїна, журналіста-публіциста, поета, педагога-науковця Дем’яна Семеновича Григораша 16 вересня 1992 р., похований у м. Львові. Ім'я журналіста, науковця введено до Енциклопедії Сучасної України (ЕСУ). Юхим Гусар.

## Галерея

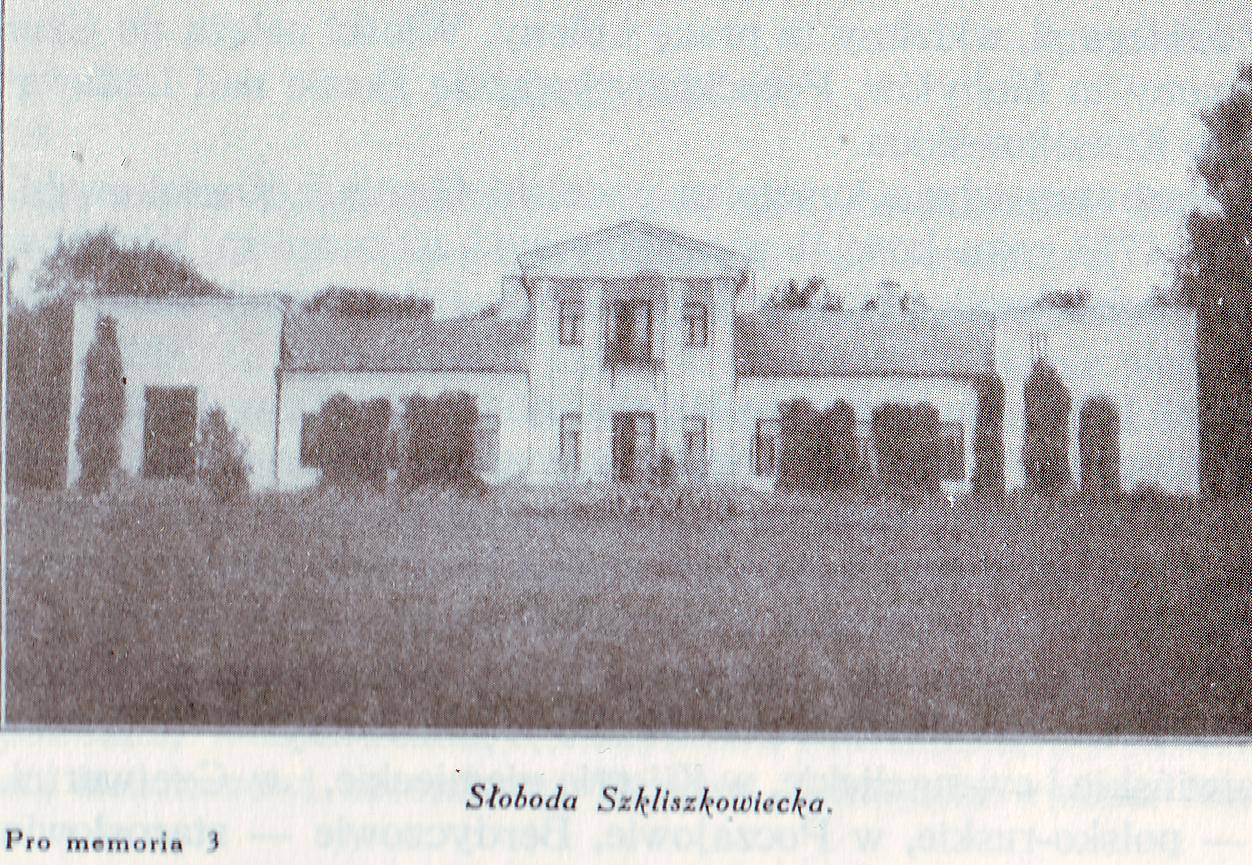
Садиба в Слободі Шлишковецькій
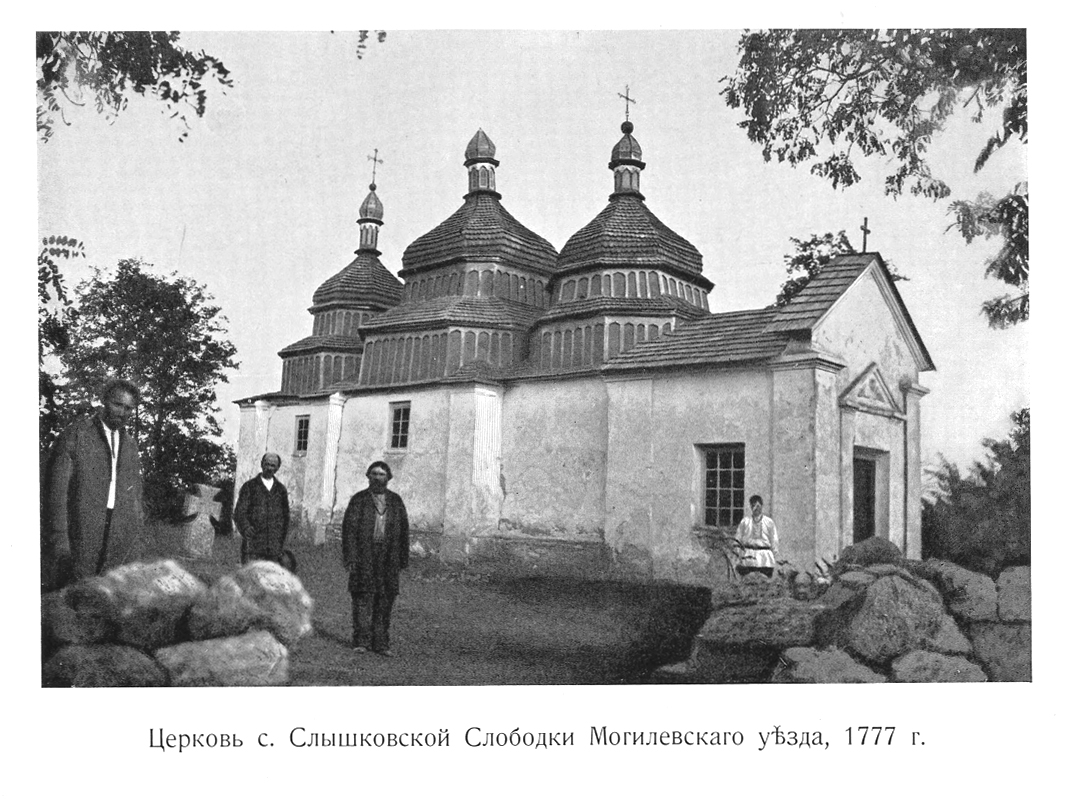
Церква св. Параскеви
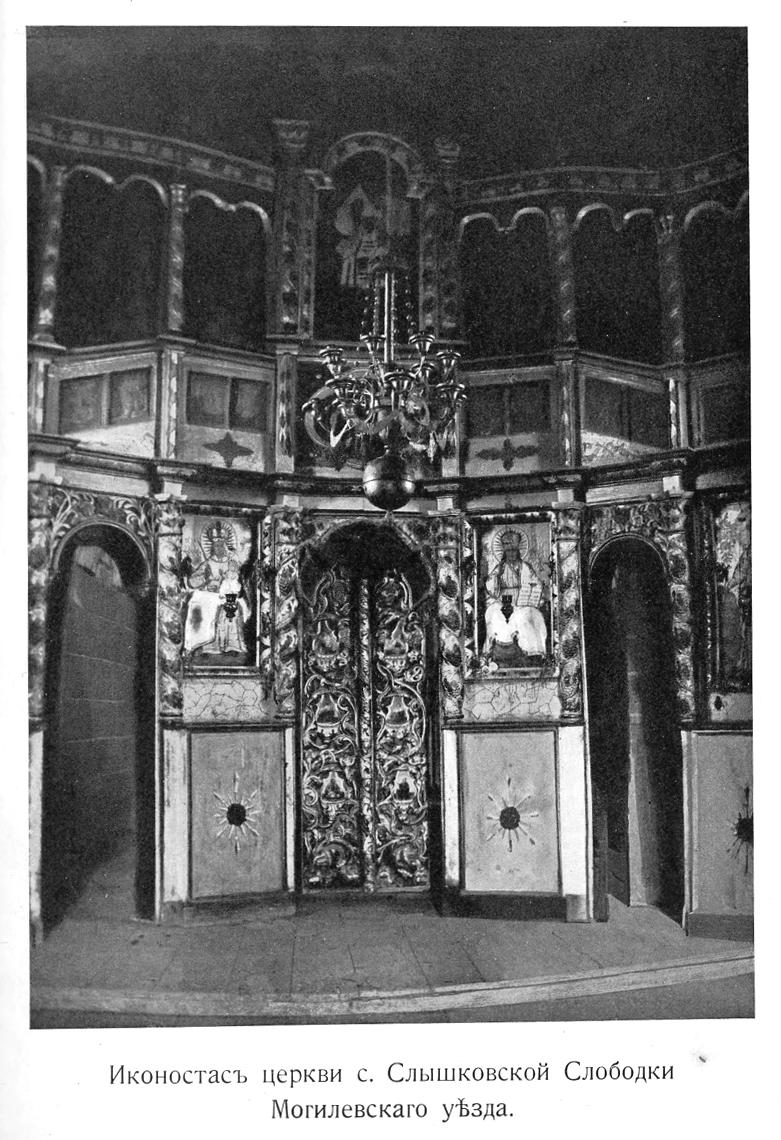
Іконостас церкви
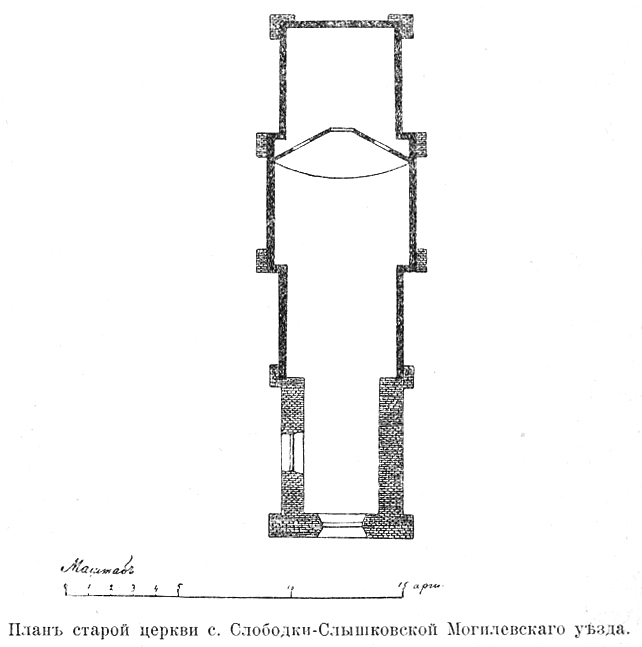
Загальний план церкви с. Слобода-Шлишковецька